# San Marco in Boccalama
San Marco in Boccalama était une île, aujourd’hui submergée, dans la partie centre-méridionale de la lagune de Venise. Elle était insérée entre l'ex batterie Campana ou Podo, Sant'Angelo della Polvere et le motte di Volpego. Le nom fait référence au fait que l’île, sur laquelle s’élevait une église de San Marco, se trouvait à l’embouchure du Lama, un antique bras du fleuve Brenta.

## Histoire
Un premier oratorium de San Marco de Lama serait déjà présent, selon de vieilles chroniques non documentées, en 1013. Plusieurs chercheurs s’accordent sur la présence d’un monastère à l’époque précédent le XIVe siècle. Un document fournissant d’importantes informations est daté de 1328, quand Nicolò, un prieur des Augustins, débuta la restauration de la l’hôtellerie et d’une cavana (abri) mise à la disposition des marins et des pèlerins qui transitaient le long de la route fluviale (concession du Maggior Consiglio du 28 juillet 1328). Il est probable que les épaves retrouvées ensuite, réutilisées comme grands coffrages, soient liées à cette activité de restauration de l’île. Peu d’années après la subsidence (géologie) et l'érosion rendirent inhabitable le monastère. En 1348, l’île fut utilisée comme fosse commune pour les morts de la grande épidémie de peste qui débuta cette année-là ; ensuite les informations historiques s’arrêtent autour du XVIe siècle, époque qui correspond à la submersion définitive de l’îlot. 

## Recherches
Une importante découverte fut faite : il s’agit de deux épaves découvertes par l’archéologue Marco D'Agostino et le plongeur Eros Turchetto, dans la seconde moitié des années 1990, à la suite des activités de monitorage demandées par le magistrat des eaux de Venise. Les deux navires furent identifiés comme une embarcation de transport à fond plat et d’une galère (navire), le premier et unique exemplaire de cette importante typologie navale découverte jusqu’à aujourd’hui. 
La fouille et le relevé de photogrammétrie de cet important témoignage d’archéologie navale du Moyen Âge, ont été réalisés en 2001 selon deux phases complexes. La fouille stratigraphique des épaves a été exécutée entièrement sous les eaux, selon les classiques méthodes archéologiques. Le relevé des deux navires a été réalisé après la mise au sec du périmètre médiéval de l’île. Cette longue campagne de fouille et de documentation a été financée par le magistrat des eaux-Consorzio Venezia Nuova, par le  Consorzio Venezia Ricerche.